# Telorchis medius
Telorchis medius är en plattmaskart. Telorchis medius ingår i släktet Telorchis och familjen Telorchiidae. Inga underarter finns listade i Catalogue of Life.